# Клемри
Клемри́ (фр. Clémery) — коммуна во французском департаменте Мёрт и Мозель, региона Лотарингия. Относится к  кантону Номени.

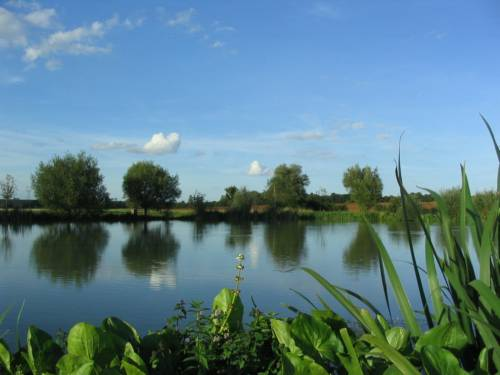
Пруд в Клемри.

## География
Клемри расположен в 23 км от Нанси между Понт-а-Муссоном и Номени. Соседние коммуны: Пор-сюр-Сей на северо-западе, Рув на северо-востоке.

## Достопримечательности
- Замок Клемри упоминается в акте 1416 года, в котором сказано, что герцог Лотарингии Карл II Лотарингский занял замок, чтобы там не укрепился Эдуард III, герцог Бара. 1 сентября 1635 года крепость была захвачена войсками хорватов и поляков, но маршал Франсуа де Лопиталь пришёл к стенам замка и после 3 дней осады освободил его 12 октября. В период Первой Французской империи здесь жил маршал Жерар Кристоф Мишель Дюрок. Значительные перестройки были проведены в замке в 1861 году, которые коснулись двух круглых башен, входа в павильон, парадной лестницы и гостиной.

## Демография
В XV и XIX веках в Клемри насчитывалось около 500 жителей, но в период эпидемии чумы в XVI веке оставалось лишь 6 человек. Население коммуны на 2010 год составляло 517 человек.
| 1962 | 1968 | 1975 | 1982 | 1990 | 1999 | 2010 |
| ---- | ---- | ---- | ---- | ---- | ---- | ---- |
| 262  | 262  | 216  | 256  | 315  | 403  | 517  |